# Hexatoma (Eriocera) punctigera
Hexatoma (Eriocera) punctigera is een tweevleugelige uit de familie steltmuggen (Limoniidae). De soort komt voor in het Oriëntaals gebied.